# Éditions Pardès
Pour les articles homonymes, voir Pardès.
Éditions Pardès est une maison d'édition française fondée en 1982 et ayant fermé ses portes en 2024. La société éditait des ouvrages historiques, biographiques ou ésotériques (notamment de l'école traditionaliste).

## Historique
La maison est créée en 1982 par Georges Gondinet, Daniel Cologne et Philippe Baillet, rédacteurs de la revue Totalité (sous-titré : Pour la Révolution culturelle européenne, puis à partir de 1986 : Révolution et Tradition).
Dirigée par Georges Gondinet et Fabienne Pichard du Page (laquelle est chargée de l'éditorial et de la presse), la maison d'édition Pardès s'installe à Puiseaux, puis à Grez-sur-Loing.
Durant les années 1980, Pardès poursuit l'édition de Totalité tout en publiant d'autres revues traditionalistes telles que Kalki (sous-titré : Action et Tradition, rédacteur en chef : Bernard Marillier), Rébis (sous-titré : Sexualité et Tradition, rédactrice en chef : Fabienne Pichard du Page) et L'Age d'Or (sous-titré : Spiritualité et Tradition, rédacteur en chef : Georges Gondinet),. Toutes ces revues cessent de paraître en 1988.

## Production
Elle a, entre autres, publié des biographies d'auteurs soit liés au courant New Age et ésotériste comme Aleister Crowley, Rudolf Steiner ou Allan Kardec, soit traitant de personnalités du monde des arts et de la littérature comme Fritz Lang, Louis-Ferdinand Céline, Robert Brasillach, Knut Hamsun, ou Balzac.
Ces biographies sont généralement illustrées en couverture et en quatrième de couverture par Jean-François Bessette, puis par David Gattegno (dit David Lo Mor) et suivies d'une étude astrologique de Marin de Charette.
On trouve également dans le catalogue des livres sur les Vikings, le Graal, la culture indo-européenne, le paganisme, les runes, la mythologie celtique, l'occultisme, la Wicca, sans oublier des ouvrages des principaux théoriciens de la Révolution conservatrice allemande.
La maison d’édition est classée par certains auteurs à l'extrême droite,. Elle a entre autres publié Mon témoignage sur Adolf Hitler, du théoricien nazi des races Hans Günther.

## Collections
Cet éditeur publie trois collections — les « B.a.-ba », la « Bibliothèque des symboles » et les « Qui suis-je ? » —.
D'autres collections, comme « Petite bibliothèque des symboles » ou « Révolution conservatrice », ont existé un temps.